# Extatosoma tiaratum
L'insetto foglia secca (Extatosoma tiaratum Macleay, 1826), è un insetto della famiglia dei Phasmatidae, ordine dei Fasmidi, diffuso in Australia, dove è conosciuto come  Macleay's spectre  (Fantasma di Macleay).

## Descrizione
Il capo presenta un paio di antenne, ricche di peli sensoriali, un paio di occhi composti e degli ocelli tra i due.
L'apparato boccale è di tipo masticatore, adatto ad una dieta fillofaga.
Presenta un marcato dimorfismo sessuale: la femmina, grossa e lunga fino a 18 cm, è brachittera, mentre il maschio, sottile e slanciato, lungo fino a 10 cm, ha ali posteriori adatte al volo. La livrea è di colore notevolmente variabile dal marrone, il più comune, al verde, arancione, rossastro. Alcuni esemplari hanno una colorazione bianco-screziata simile a quella dei licheni. Tanto per il colore quanto per la forma, le zampe e l'addome di questo insetto presentano delle sporgenze simili a foglie secche. Il tegumento è inoltre ornato da piccole spine sul capo, sul corpo e sulle zampe.
Essi dondolano su se stessi per imitare le foglie mosse dal vento.

Le neanidi di 1ª età, nere con il capo rosso, mimano l'aspetto della formica tropicale Leptomyrmex darlingtoni (mirmecomorfismo). Alla muta successiva la colorazione cambia, somigliando a quella che avranno da adulti.

## Biologia
È un insetto fitofago: nel suo habitat naturale si ciba prevalentemente di foglie di eucalipto, ma in cattività può alimentarsi anche a spese di rovi, nocciolo, quercia, tiglio e in alcuni casi anche di Ficus Benjamin. Le uova, grosse, quasi sferiche, del diametro di circa 5 mm, riproducono le sembianze del seme di un'acacia. Questa somiglianza inganna le formiche che, dopo averle raccolte, le depositano all'interno del formicaio che fungerà da incubatrice. Schiudono in 4-5 mesi se fecondate, 6-7 se non fecondate (partenogenesi telitoca, nasceranno solo femmine). La femmina ne depone fino a 400. Lo sviluppo delle ninfe dura circa 6 mesi in tutto e passa attraverso 6-7 mute.

## Distribuzione e habitat
Extatosoma tiaratum è diffuso nel nord dell'Australia e nella Nuova Guinea.

## Galleria d'immagini

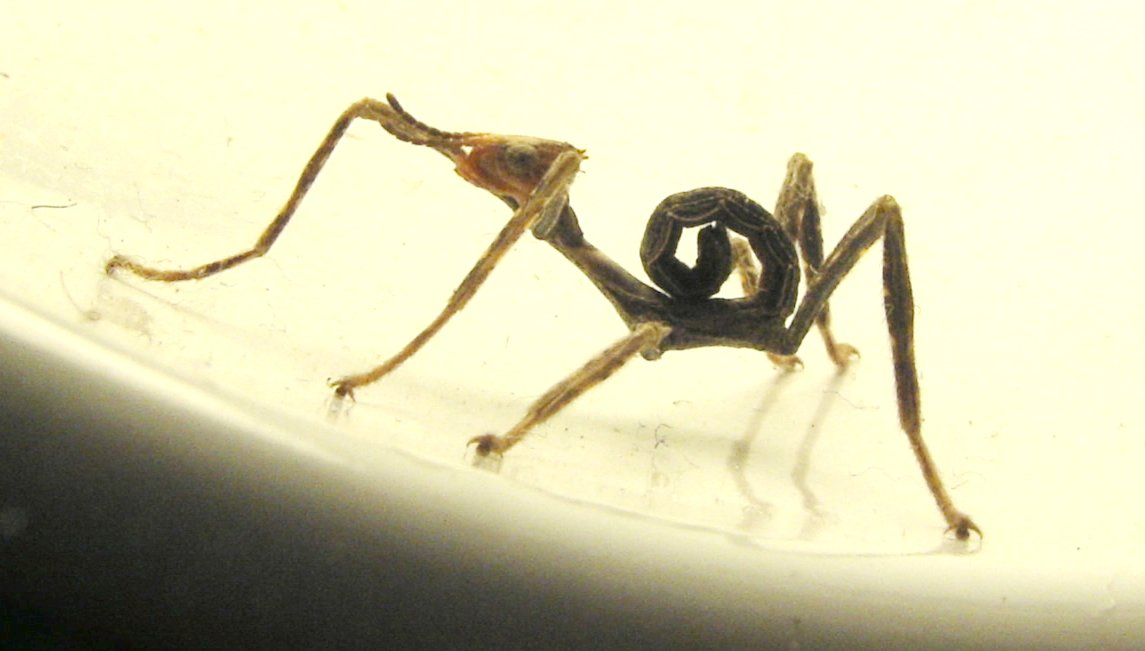
Neanide 1ª età
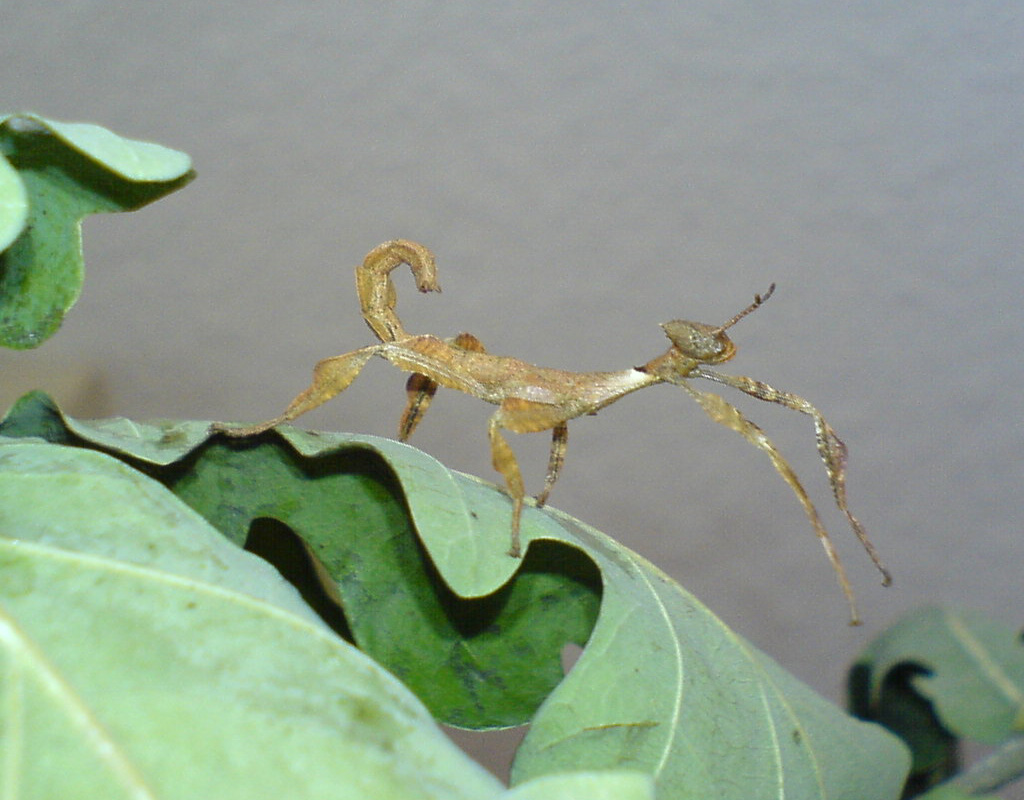
Neanide maschio (2ª età)
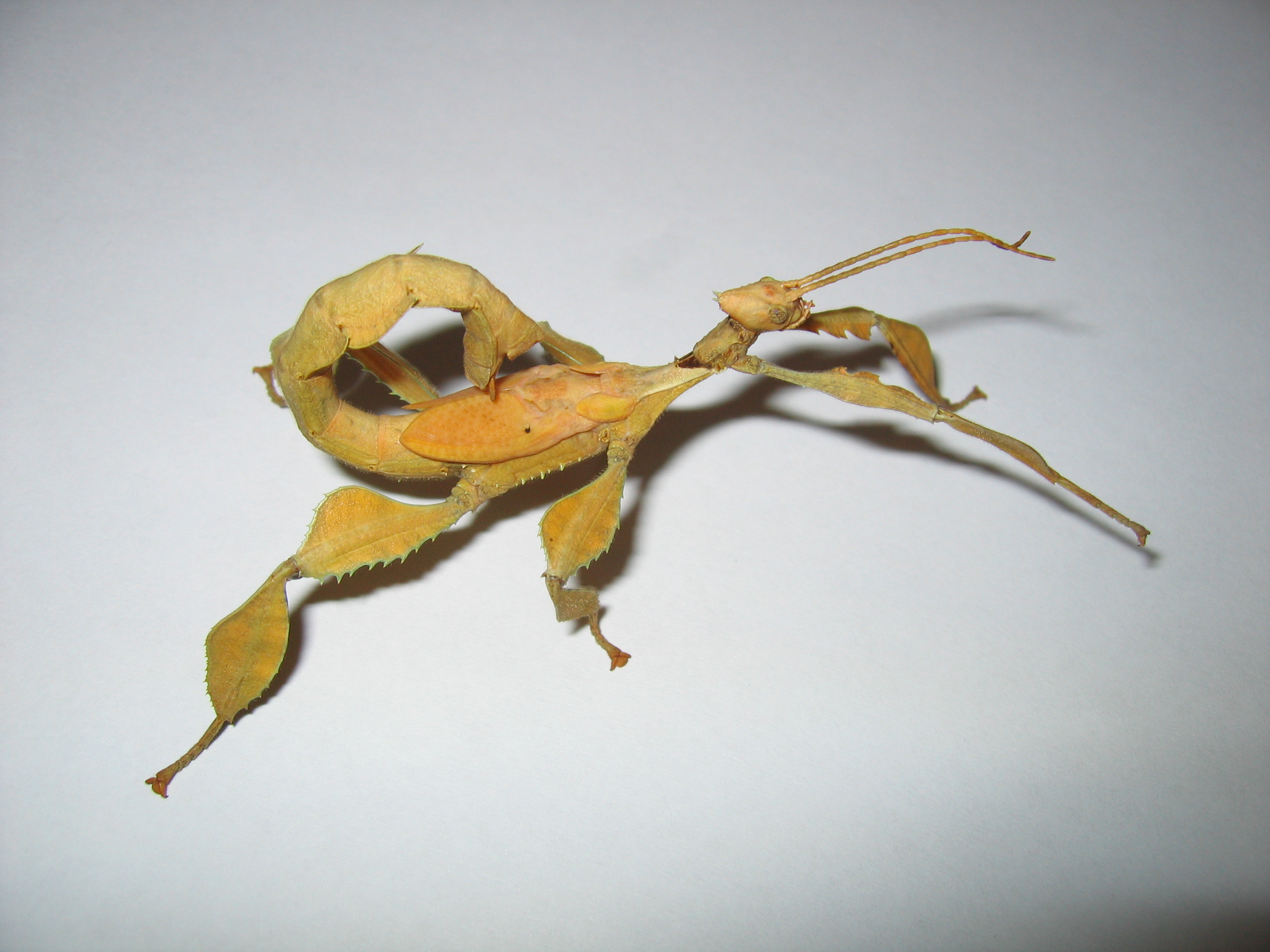
Neanide maschio (5ª età)
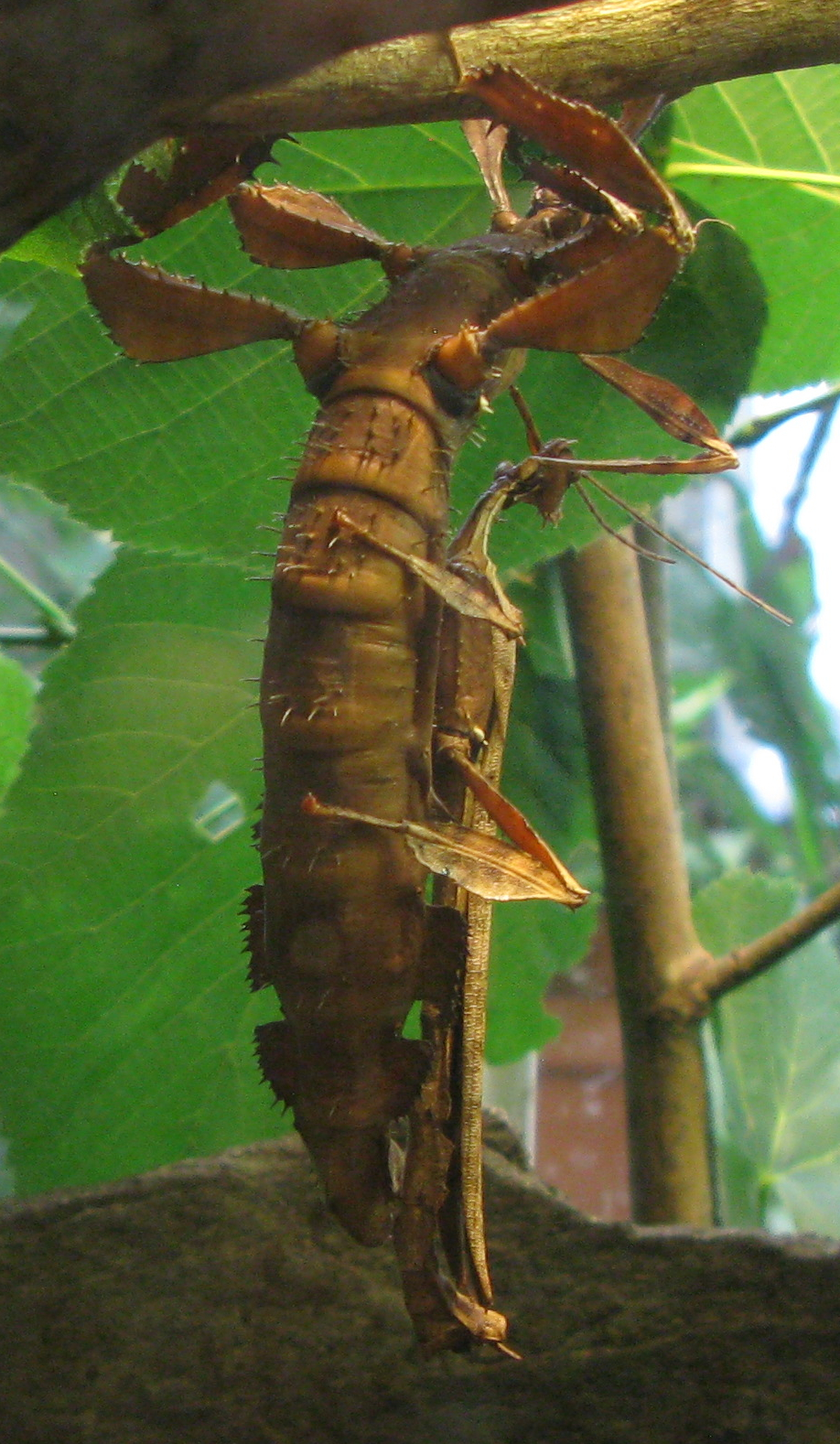
Maschio che si arrampica
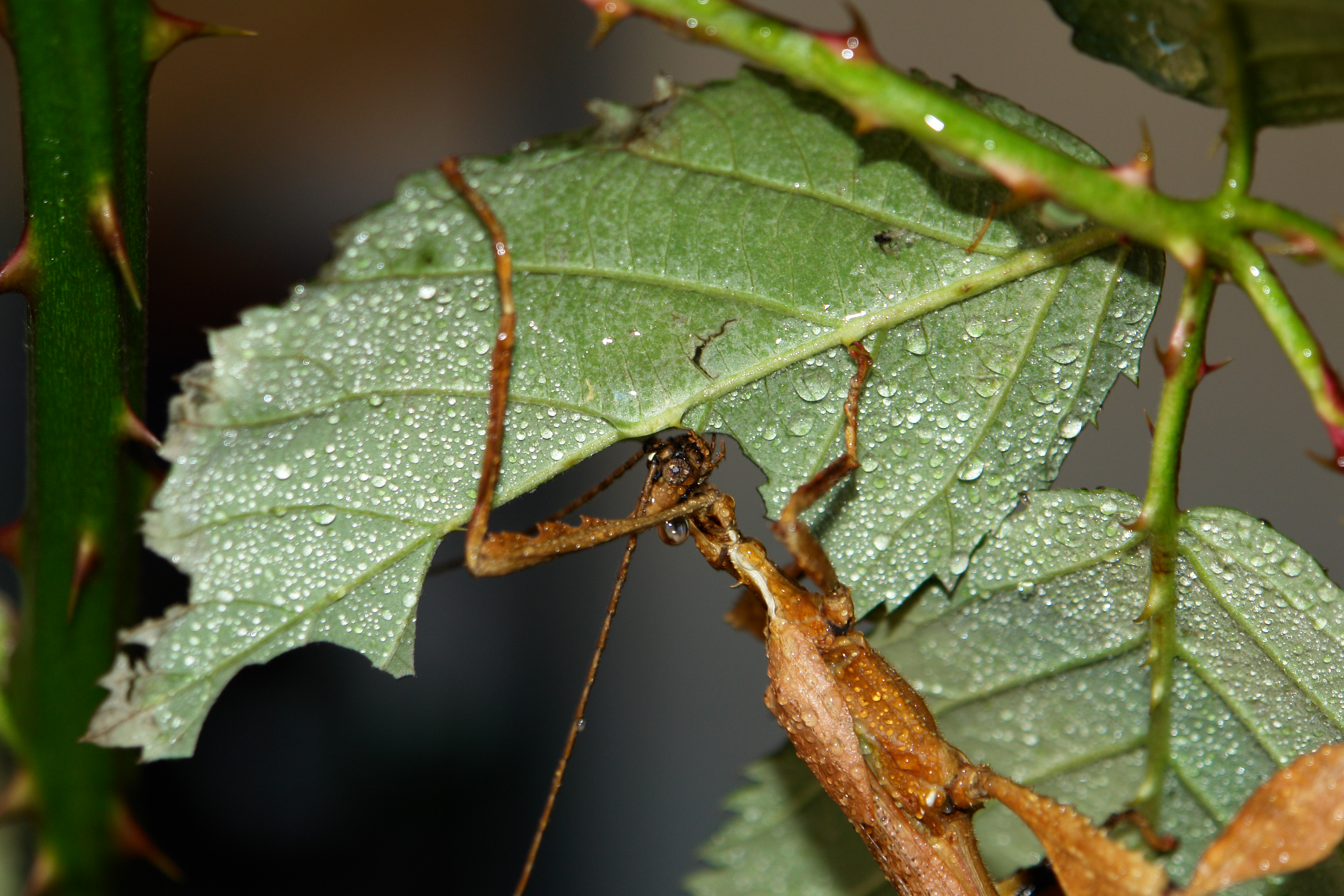
Maschio
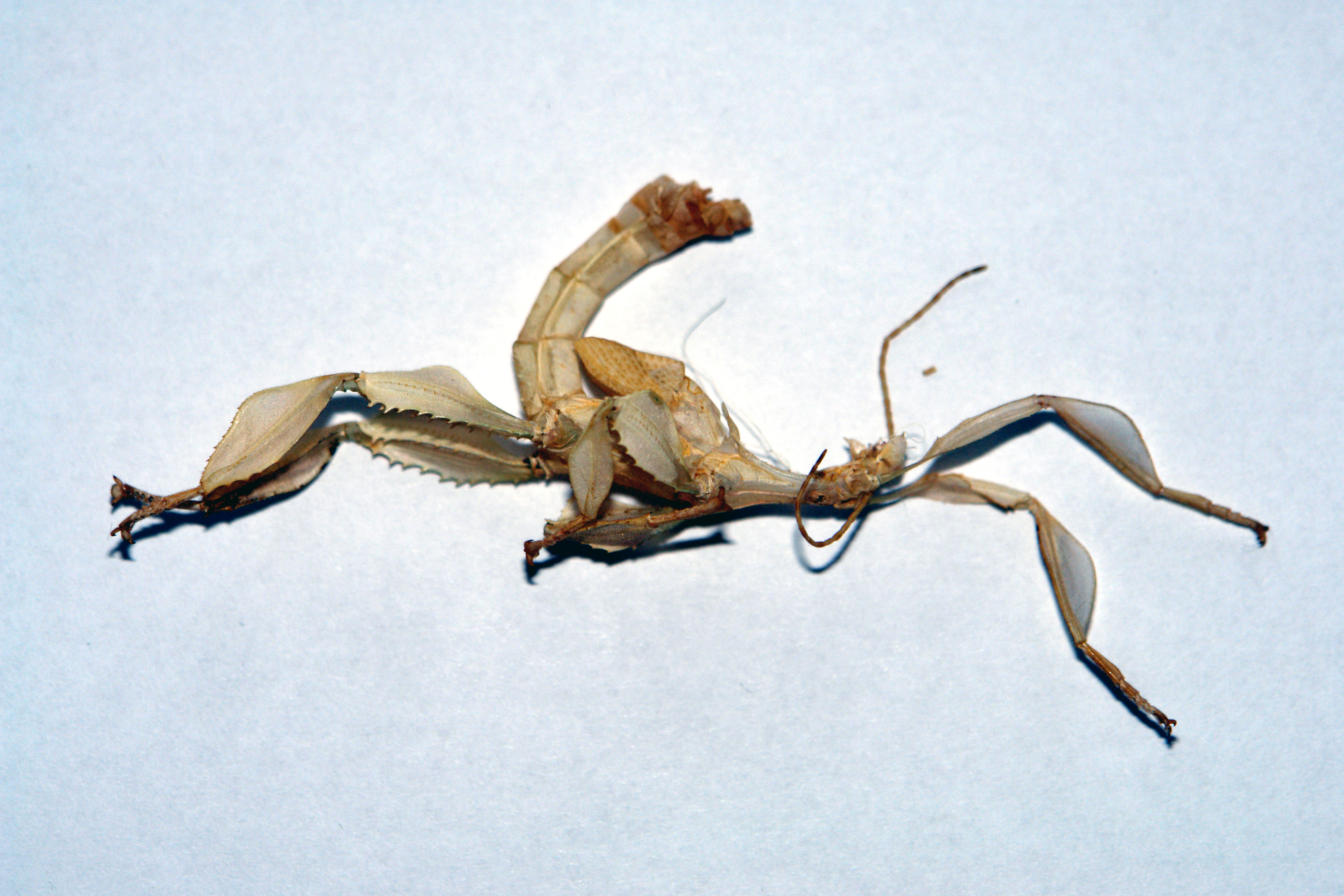
Exuvia
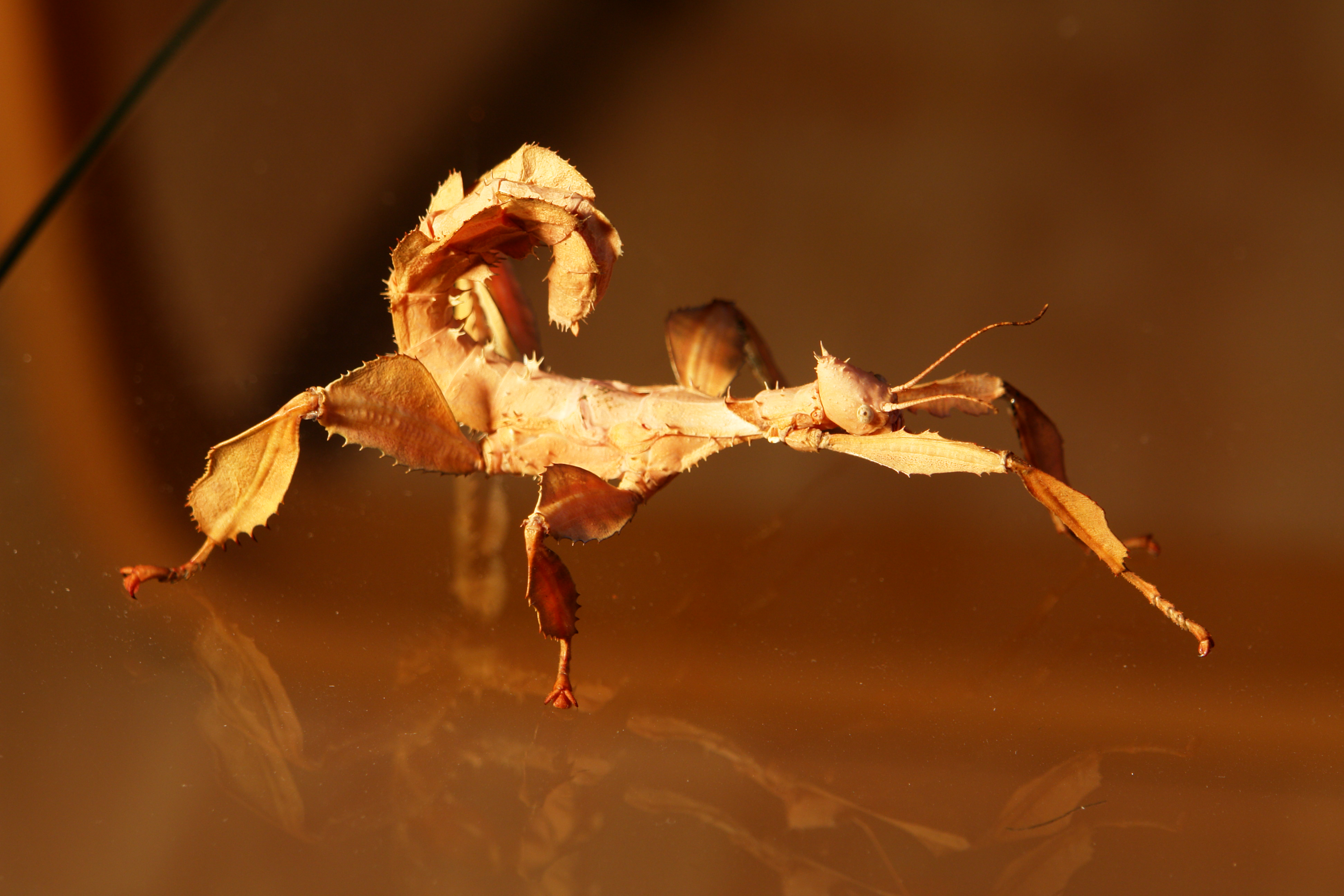
Neanide femmina (5ª età)
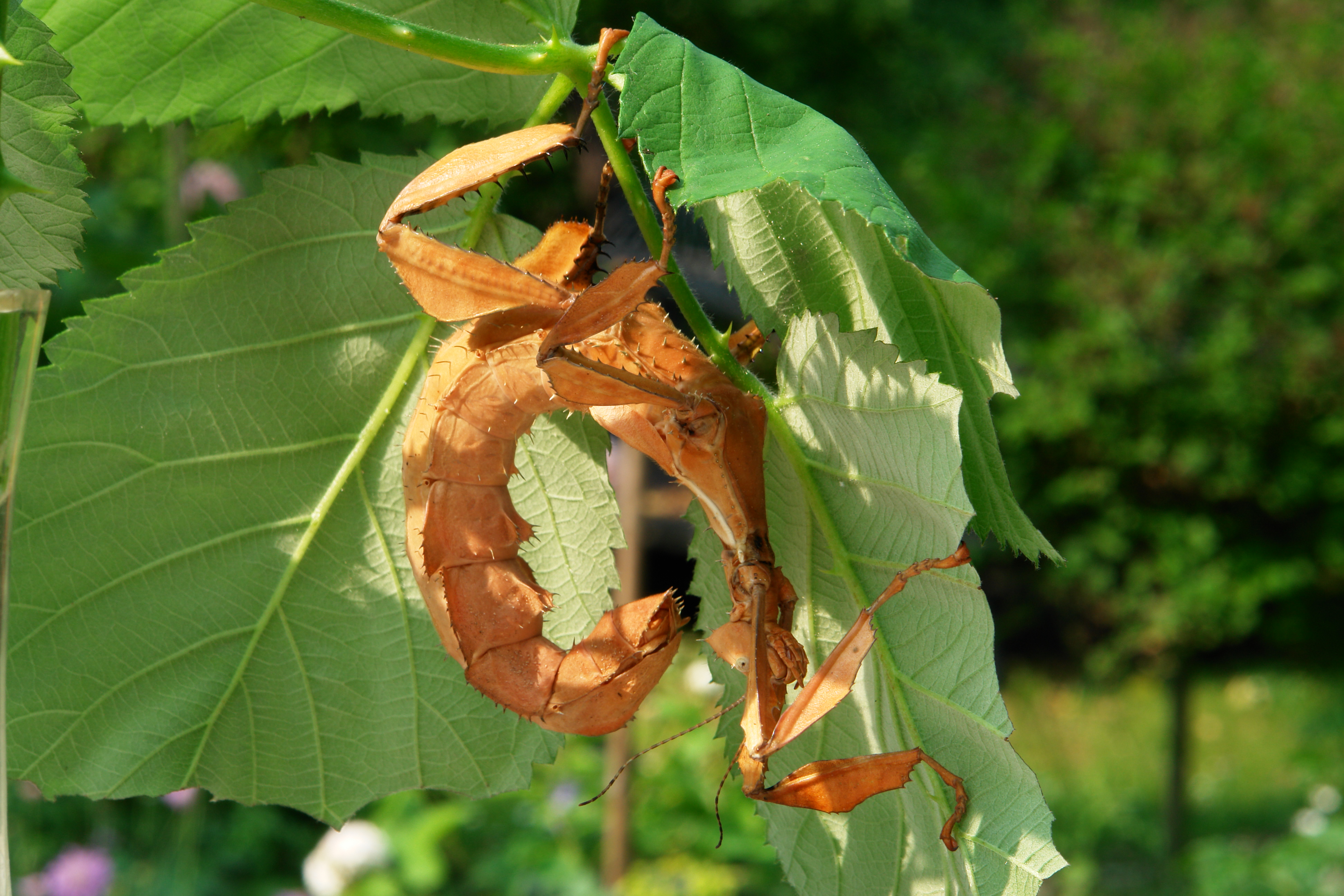
Neanide femmina (6ª età)
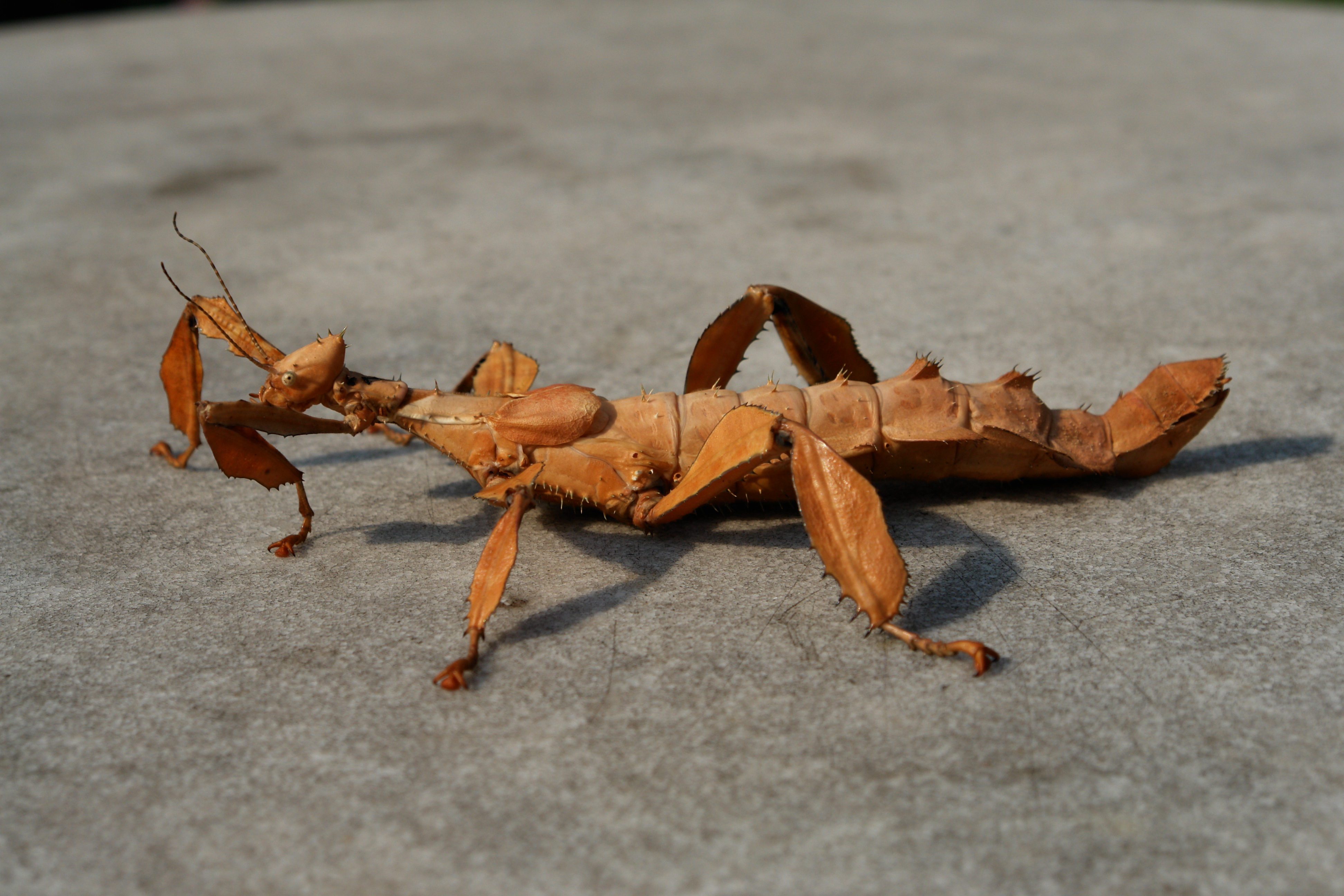
Femmina adulta
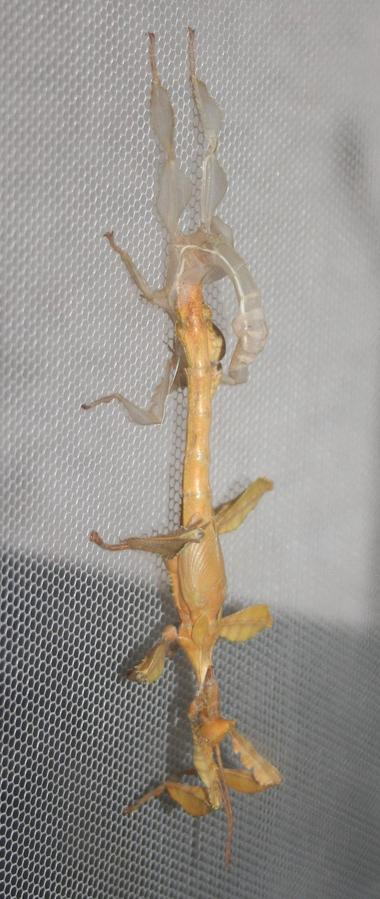
Femmina muta
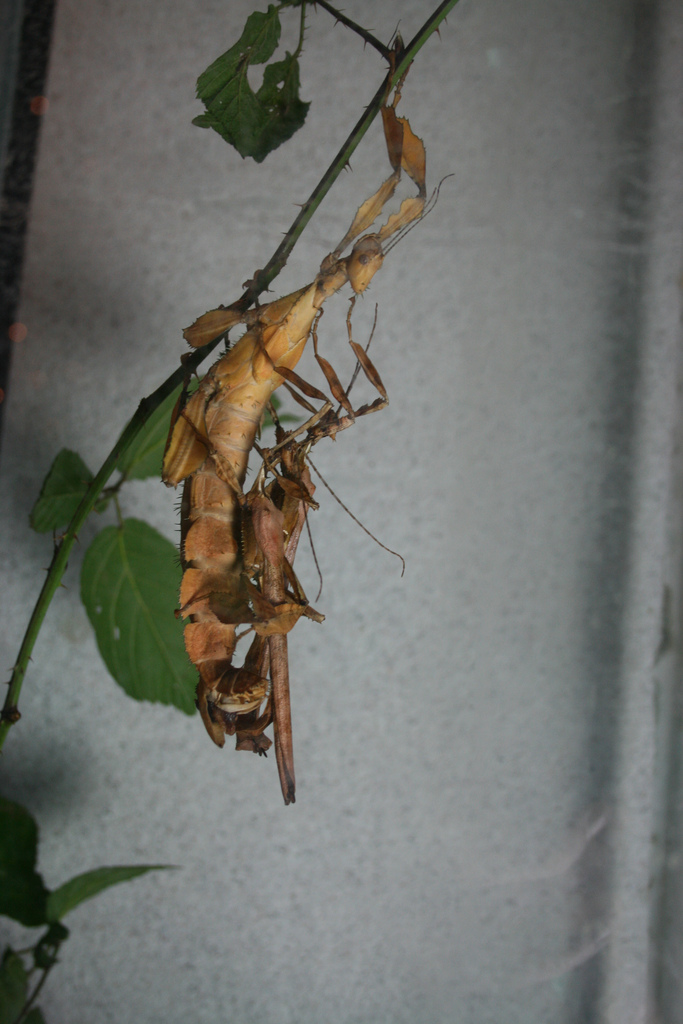
Femmina con due maschi sul retro, l'accoppiamento con un maschio
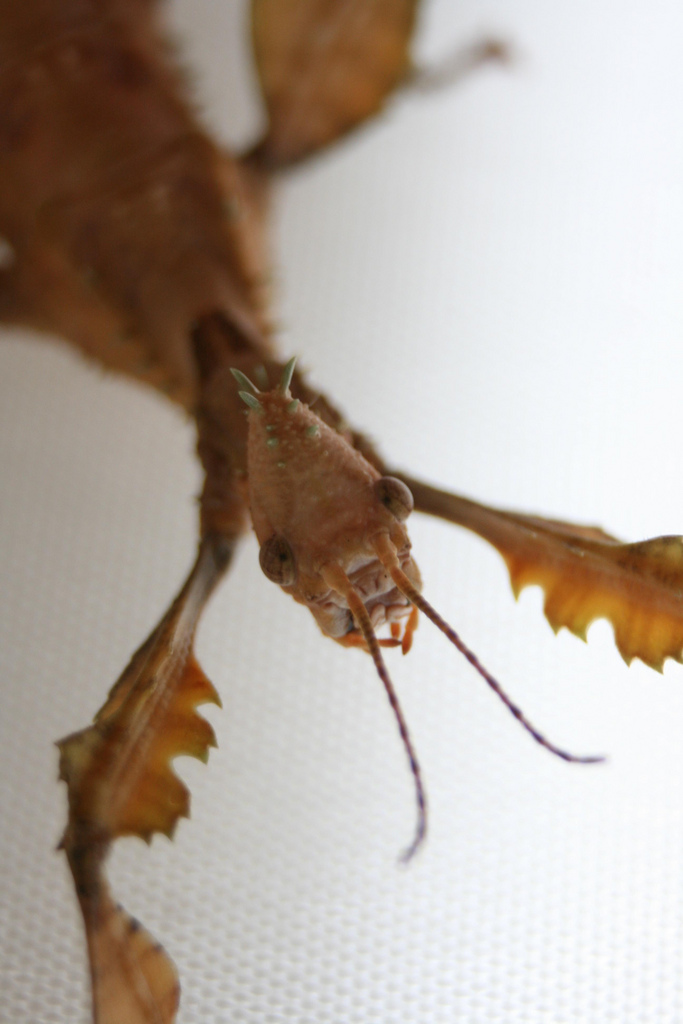
Close up della testa